# Давид (фільм, 1997)
«Цар Давид: Ідеальний володар» (англ. David) — це телевізійний фільм 1997 року створений студією Five Mile River Films, де в головній ролі знявся Натаніель Паркер в ролі Царя Давида.  Він був написаний Ларрі Гросом і режисер Роберт Марковіц. Фільм був повністю знятий в Марокко і спочатку його показали на американському ТВ каналі —  TNT 23 березня 1997 року як частину циклу фільмів «Біблійна колекція». Фільм є адаптацією біблійної історії.

## Сюжет
Давид, молодий ізраїльський пастух, вибраний Богом, щоб допомогти своєму народу у тривалій війні між Ізраїлем і филистимлянами. Давид перемагає гігантського Голіафа, філістимського чемпіона, і стає другим королем Ізраїлю.

## Повний опис фільму
Племена Ізраїлю повинні перемогти переважаючу кількість філістимлян: "... Тепер настанови нам царя, щоб судив нас, як у всіх народів". (1 Книга Самуїла, 8:5). Тому пророк Самуїл дає євреям свого першого царя — Саула — простого фермера, який з Божою допомогою стає відважним і могутнім воєначальником, який веде об'єднані племена Ізраїлю проти філістимських ворогів. Саул, однак, має сумніви щодо своєї місії. Не достатньо віруючи Божественній мудрості, він діє самостійно і таким чином грішить проти Господа. Впливовий пророк Самуїл відвертається від Саула, щоб обрати нового царя за Божою волею: Давида. Він ще хлопчик, який дбає про овець свого батька у полях, коли Самуїл таємно вказує його як наступного царя ізраїльтян. 
Хлопчина Давид — сміливий і розумний — виходить переможцем із двобою з непереможним Голіафом, наймогутнішим воїном філістимлян, стає героєм. Його слава викликає ревнощі царя Саула, який відчуває, що Давид збирається змістити його право бути царем. І тому намагається вбити його. Давид, тікаючи від Саула, знаходить багато прихильників і товаришів, які вірять, що йому призначено бути царем. У засланні Давид чекає свого часу, щоб стати царем, бо він не хоче зайняти місце Саула насильством і вбивством. Він молодий і в розквіті сил, а король Саул - розбита людина. Коли Саул впав на свій меч, після того, як програв битву, настав час Давида бути царем. 
Новий цар Давид завойовує Єрусалим. Чудове місто стане царською резиденцією славного героя, який планує залишити справу війни іншим у майбутньому і стати королем миру. Проте ця темпераментна людина, з такими багаторічними битвами за ним і все ще в розквіті молодості, не призначена для спокійного, впорядкованого життя. Дуже скоро він занурюється в позашлюбні любовні стосунки з Вірсавією, одруженою жінкою. Все закінчується загрозою його царству, коли виявиться, що Вірсавія вагітна від нього. Щоб приховати своє перелюбне батьківство, цар посилає на смерть чоловіка Вірсавії — Урію, одного з його найкращих і найвідданіших воїнів, а після смерті Урії одружується з нею. Пророк і царський радник Натан оголошує Давиду, що його вчинок призведе до божественного покарання: Господь не пробачить такого. Насильство і зло продовжуватимуться в родині Давида і принесуть лихо на голови численних синів, що народили від Давида його дружини і наложниці. Тоді гине дитина Давида та Вірсавії, зачата в перелюбі. Вірсавія народжує ввд Давида іншого сина, Соломона, але дуже скоро Давид зазнає ще одного удару долі: його дорослий син Авесалом вбиває одного зі своїх братів за зґвалтування останнім його єдинокровної сестри. 
Давид натомість занадто м'який у відповідь на це: він залишив братовбивство безкарним. Тоді цар не усвідомлює, що він поступово втрачає контроль над своєю сім'єю, і що його вплив і царство над народом також слабшає. Давид одержимий своїм планом побудови найкращого і найбільшого храму в світі в Єрусалимі. Він вимагає від народу величезних сум золота і срібла для цього проєкту, хоча Бог наказав йому залишити завершення будівлі своїм наступникам. Амбітний син Давида Авесалом, таким чином, вважає, що дуже легко виконати змову проти свого батька і вбити його заради престолу. Після жорстокої битви, що завершилася смертю Авесалома, Давид повертається до Єрусалиму.

## В ролях
- Натаніель Паркер — Давид
- Джонатан Прайс — Саул
- Леонард Німой — пророк Самуїл
- Шеріл Лі — Вірсавія
- Ben Daniels — Джонатан
- Річард Ашкрофт — Абнер
- Моріс Ровес — Йоав
- Домінік Роуен — Авессалом
- Едвард Хол — Амнон
- Клара Беллар — Тамар
- Джина Беллман — Міхал
- Франко Неро — Натан
- Гедеон Тернер — молодий Давид

## Номінації
«Давид» був номінований в одній Primetime Emmy Awards категорії в "Outstanding Sound Editing for a Miniseries or a Special". Фільм також був номінований на дві премії «Телебачення OFTA» у категоріях Best Miniseries та Best New Titles Sequence in a Motion Picture or Miniseries. На сайті Rotten Tomatoes фільм отримав 78% підтримки аудиторії.

## Факти
Фільм «Давид» є одним із фільмів циклу «Біблійна колекція» виробництва TNT television network. У Біблійній колекції виробництва цієї студії є 17 фільмів.

## Відмінності від оригінальних текстівБіблії
- Саул у фільмі показаний вже не молодим хлопцем (навіть лисина була у нього). В оригіналі «Книга 1 Самуїлова 9:2» — І був у нього син, а ім'я йому Саул, молодий та гарний. І з Ізраїлевих синів не було нікого вродливішого за нього, цілою головою він був вищий від кожного з усього народу.